# Good (альбом)
Good — дебютный студийный альбом американской рок-группы Morphine, вышедший в 1992 году и переизданный в 1993 году лейблом англ. Rykodisc.

## Об альбоме
По мнению рецензента Allmusic, дебютный альбом Morphine хорошо демонстрирует их уникальное, «тёмное» звучание, которое они с успехом разовьют в дальнейшем, отмечая «голосящий» саксофон Колли, лид-слайд-бас Сэндмена и лирику, навеянную поэзией бит-поколения.
Композиция «Have а Lucky Day» звучит в фильме «Нечего терять».

## Список композиций
| №   | Название                            | Автор(ы)       | Длительность |
| --- | ----------------------------------- | -------------- | ------------ |
| 1.  | «Good»                              | Сэндман        | 2:36         |
| 2.  | «The Saddest Song»                  | Сэндман        | 2:50         |
| 3.  | «Claire»                            | Сэндман        | 3:07         |
| 4.  | «Have а Lucky Day»                  | Сэндман        | 3:24         |
| 5.  | «You Speak My Language»             | Сэндман        | 3:25         |
| 6.  | «You Look Like Rain»                | Сэндман        | 3:42         |
| 7.  | «Do Not Go Quietly Unto Your Grave» | Сэндман        | 3:21         |
| 8.  | «Lisa»                              | Колли          | 0:43         |
| 9.  | «The Only One»                      | Сандман        | 2:42         |
| 10. | «Test-Tube Baby / Shoot'm Down»     | Сэндман        | 3:11         |
| 11. | «The Other Side»                    | Сэндман, Колли | 3:50         |
| 12. | «I Know You (Part I)»               | Сэндман        | 2:17         |
| 13. | «I Know You (Part II)»              | Сэндман        | 2:45         |

## Участники записи
- Марк Сэндман — вокал, 2-струнный слайд-бас, орган
- Дэна Колли[англ.] — баритоновый саксофон, теноровый саксофон, треугольник
- Жером Дюпри — перкуссия
- Билли Конвэй — перкуссия (треки 5, 6)